# 托迪雷尼鄉
47°38′N 27°7′E / 47.633°N 27.117°E
托迪雷尼鄉（羅馬尼亞語：Comuna Todireni, Botoșani），是羅馬尼亞的鄉份，位於該國東北部，由博托沙尼縣負責管轄，面積60平方公里，海拔高度85米，2007年人口3,655，人口密度每平方公里61人。